# Оберон-2
Оберон-2 (Oberon-2) — расширение языка программирования Оберон элементами метапрограммирования (ограниченная рефлексия) и средствами для объектно-ориентированного программирования, также добавлены открытые массивы и базовые типы указателей, поля доступные при экспорте только для чтения, восстановлен оператор FOR из Модулы-2.
Разработан в 1991 году в Швейцарской высшей технической школе (Цюрих) Никлаусом Виртом и Ханспетером Мёссенбёком как переработка Объектного Оберона. Оберон-2 — расширенный набор Оберона и полностью с ним совместим.
Основные дополнения:
- добавлены процедуры, связанные с типом, допускающие переопределение для порождённых типов (приблизительный аналог виртуальных методов в других объектно-ориентированных языках);
- в язык возвращен оператор цикла с шагом FOR;
- добавлена возможность экспорта описаний в режиме «только для чтения»[1][2].

Существует оптимизирующий компилятор XDS для Оберона-2; есть также компилятор языка в байт-код Java.

## Синтаксис
Семейство языков Алгол — Паскаль — Модула-2 — Оберон — Оберон-2 — Компонентный Паскаль развивалось в направлении снижения сложности синтаксиса. При этом несмотря на расширение языка, объём формального описания синтаксиса Оберона-2 меньше, чем у классического Оберона за счёт оптимизация описания: полный синтаксис описан всего в 33 предложениях по расширенной форме Бэкуса — Наура:
```
Модуль
           
=
 
MODULE
 
имя
 
";"
 
[
СписокИмпорта
]
 
ПослОбъявл
 
[
BEGIN
 
ПослОператоров
]
 
END
 
имя
 
"."
.

СписокИмпорта
    
=
 
IMPORT
 
[
имя
 
":="
]
 
имя
 
{
","
 
[
имя
 
":="
]
 
имя
}
 
";"
.

ПослОбъявл
       
=
 
{
 
CONST
 
{
ОбъявлКонст
 
";"
 
}
 
|
 
TYPE
 
{
ОбъявлТипа
 
";"
 
}
 
|
 
VAR
 
{
ОбъявлПерем
 
";"
 
}}

  
{
ОбъявлПроц
 
";"
 
|
 
ОпережающееОбъяв
";"
}.

ОбъявлКонст
      
=
 
ИмяОпр
 
"="
 
КонстВыраж
.

ОбъявлТипа
       
=
 
ИмяОпр
 
"="
 
Тип
.

ОбъявлПерем
      
=
 
СписокИмя
 
":"
 
Тип
.

ОбъявлПроц
       
=
 
PROCEDURE
 
[
Приемник
]
 
ИмяОпр
 
[
ФормальныеПарам
]
";"
 
ПослОбъявл
 
[
BEGIN
 
ПослОператоров
]
 
END
 
имя
.

ОпережающееОбъяв
 
=
 
PROCEDURE
 
"^"
 
[
Приемник
]
 
ИмяОпр
 
[
ФормальныеПарам
].

ФормальныеПарам
  
=
 
"("
 
[
СекцияФП
 
{
";"
 
СекцияФП
}]
 
")"
 
[
":"
 
УточнИмя
].

СекцияФП
         
=
 
[
VAR
]
 
имя
 
{
","
 
имя
}
 
":"
 
Тип
.

Приемник
         
=
 
"("
 
[
VAR
]
 
имя
 
":"
 
имя
 
")"
.

Тип
              
=
 
УточнИмя
 
|
 
ARRAY
 
[
КонстВыраж
 
{
","
 
КонстВыраж
}]
 
OF
 
Тип

  
|
 
RECORD
 
[
"("
УточнИмя
")"
]
 
СписокПолей
 
{
";"
 
СписокПолей
}
 
END
 
|
 
POINTER
 
TO
 
Тип
 
|
 
PROCEDURE
 
[
ФормальныеПарам
].

СписокПолей
      
=
 
[
СписокИмя
 
":"
 
Тип
].

ПослОператоров
   
=
 
Оператор
 
{
";"
 
Оператор
}.

Оператор
         
=
 
[
 
Обозначение
 
":="
 
Выраж

  
|
 
Обозначение
 
[
"("
 
[
СписокВыраж
]
 
")"
]

  
|
 
IF
 
Выраж
 
THEN
 
ПослОператоров
 
{
ELSIF
 
Выраж
 
THEN
 
ПослОператоров
}
 
[
ELSE
 
ПослОператоров
]
 
END

  
|
 
CASE
 
Выраж
 
OF
 
Вариант
 
{
"|"
 
Вариант
}
 
[
ELSE
 
ПослОператоров
]
 
END

  
|
 
WHILE
 
Выраж
 
DO
 
ПослОператоров
 
END

  
|
 
REPEAT
 
ПослОператоров
 
UNTIL
 
Выраж

  
|
 
FOR
 
имя
 
":="
 
Выраж
 
TO
 
Выраж
 
[
BY
 
КонстВыраж
]
 
DO
 
ПослОператоров
 
END

  
|
 
LOOP
 
ПослОператоров
 
END

  
|
 
WITH
 
Охрана
 
DO
 
ПослОператоров
 
{
"|"
 
Охрана
 
DO
 
ПослОператоров
}
 
[
ELSE
 
ПослОператоров
]
 
END

  
|
 
EXIT

  
|
 
RETURN
 
[
Выраж
]
 
].

Вариант
          
=
 
[
МеткиВарианта
 
{
","
 
МеткиВарианта
}
 
":"
 
ПослОператоров
].

МеткиВарианта
    
=
 
КонстВыраж
 
[
".."
 
КонстВыраж
].

Охрана
           
=
 
УточнИмя
 
":"
 
УточнИмя
.

КонстВыраж
       
=
 
Выраж
.

Выраж
            
=
 
ПростоеВыраж
 
[
Отношение
 
ПростоеВыраж
].

ПростоеВыраж
     
=
 
[
"+"
 
|
 
"-"
]
 
Слагаемое
 
{
ОперСлож
 
Слагаемое
}.

Слагаемое
        
=
 
Множитель
 
{
ОперУмн
 
Множитель
}.

Множитель
        
=
 
Обозначение
 
[
"("
 
[
СписокВыраж
]
 
")"
]
 
|
 
число
 
|
 
символ
 
|
 
строка
 
|
 
NIL
 
|
 
Множество

  
|
 
"("
 
Выраж
 
")"
 
|
 
" ~ "
 
Множитель
.

Множество
        
=
 
"{"
 
[
Элемент
 
{
","
 
Элемент
}]
 
"}"
.

Элемент
          
=
 
Выраж
 
[
".."
 
Выраж
].

Отношение
        
=
 
"="
 
|
 
"#"
 
|
 
"<"
 
|
 
"<="
 
|
 
">"
 
|
 
">="
 
|
 
IN
 
|
 
IS
.

ОперСлож
         
=
 
"+"
 
|
 
"-"
 
|
 
OR
.

ОперУмн
          
=
 
"*"
 
|
 
"/"
 
|
 
DIV
 
|
 
MOD
 
|
 
"&"
.

Обозначение
      
=
 
УточнИмя
 
{
"."
 
имя
 
|
 
"["
 
СписокВыраж
 
"]"
 
|
 
"^"
 
|
 
"("
 
УточнИмя
 
")"
}.

СписокВыраж
      
=
 
Выраж
 
{
","
 
Выраж
}.

СписокИмя
      
=
 
ИмяОпр
 
{
","
 
ИмяОпр
}.

УточнИмя
       
=
 
[
имя
 
"."
]
 
имя
.

ИмяОпр
         
=
 
имя
 
[
 
"*"
 
|
 
"-"
 
].

```